# Acrocercops praesecta
Acrocercops praesecta är en fjärilsart som beskrevs av Edward Meyrick 1922. Acrocercops praesecta ingår i släktet Acrocercops och familjen styltmalar.
Artens utbredningsområde är Fiji. Inga underarter finns listade i Catalogue of Life.